# 皇家馬上騎兵團
皇家馬上騎兵團（英語：Household Cavalry Mounted Regiment；簡稱HCMR），是英國陸軍的騎兵團，主要負責儀仗司禮任務。作為衛兵師旗下的部隊，馬上騎兵團歸類為衛兵，並在國家和皇室場合作騎馬（和一些下馬）的儀仗職務。該部隊是皇家近衛騎兵團（HCav）麾下的兩個構成作戰部隊之一，另一個是皇家騎兵團（HCR），是第1裝甲騎兵旅的一支編隊偵察兵團，主要執行前線作戰任務。

## 歷史
1945年，第二次世界大戰結束後，第1和第2皇家騎兵團各自分別被改組成為內近衛騎兵團和皇家騎馬衛隊。騎兵團隨著這些變化，每個團各提供一個騎兵中隊，負責倫敦的儀仗司禮和衛兵任務。這兩個中隊被收編為皇家馬上騎兵團。 到1991年，HCMR駐紮在騎士橋兵營(亦稱為海德公園兵營，兵營建於1967年至1970年間)，位置在中倫敦。該團目前仍繼續駐紮在該地點。

## 騎兵團建立
皇家馬上騎兵團由皇家近衛騎兵團的內近衛騎兵團和皇家藍色騎兵團，每個團各派出的一個軍刀中隊，一個總部中隊以及一個皇家騎兵訓練大隊組成。每個中隊劃分兩部分，由一名軍官和24名近衛騎兵組成。 自1795年以來近衛騎兵(以各種形式)駐紮在海德公園兵營，騎士橋一帶。距離白金漢宮僅僅只有四分之三英里，足夠接近的皇家近衛騎兵團的官兵可以在皇宮發生任何緊急情況下迅速作出反應。

## 公職/儀仗司禮

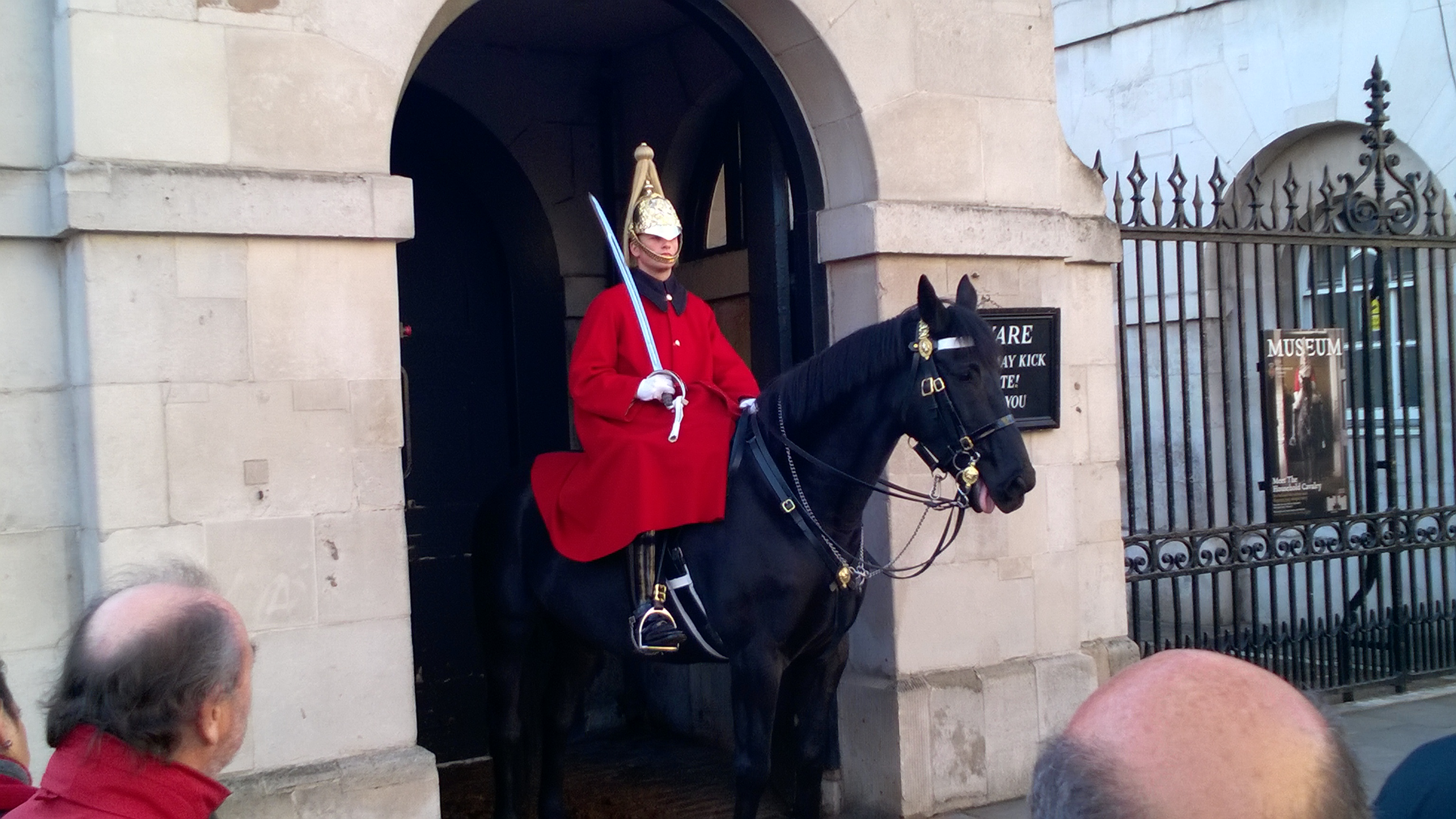
一位內近衛騎兵在騎兵衛隊閱兵場外站崗

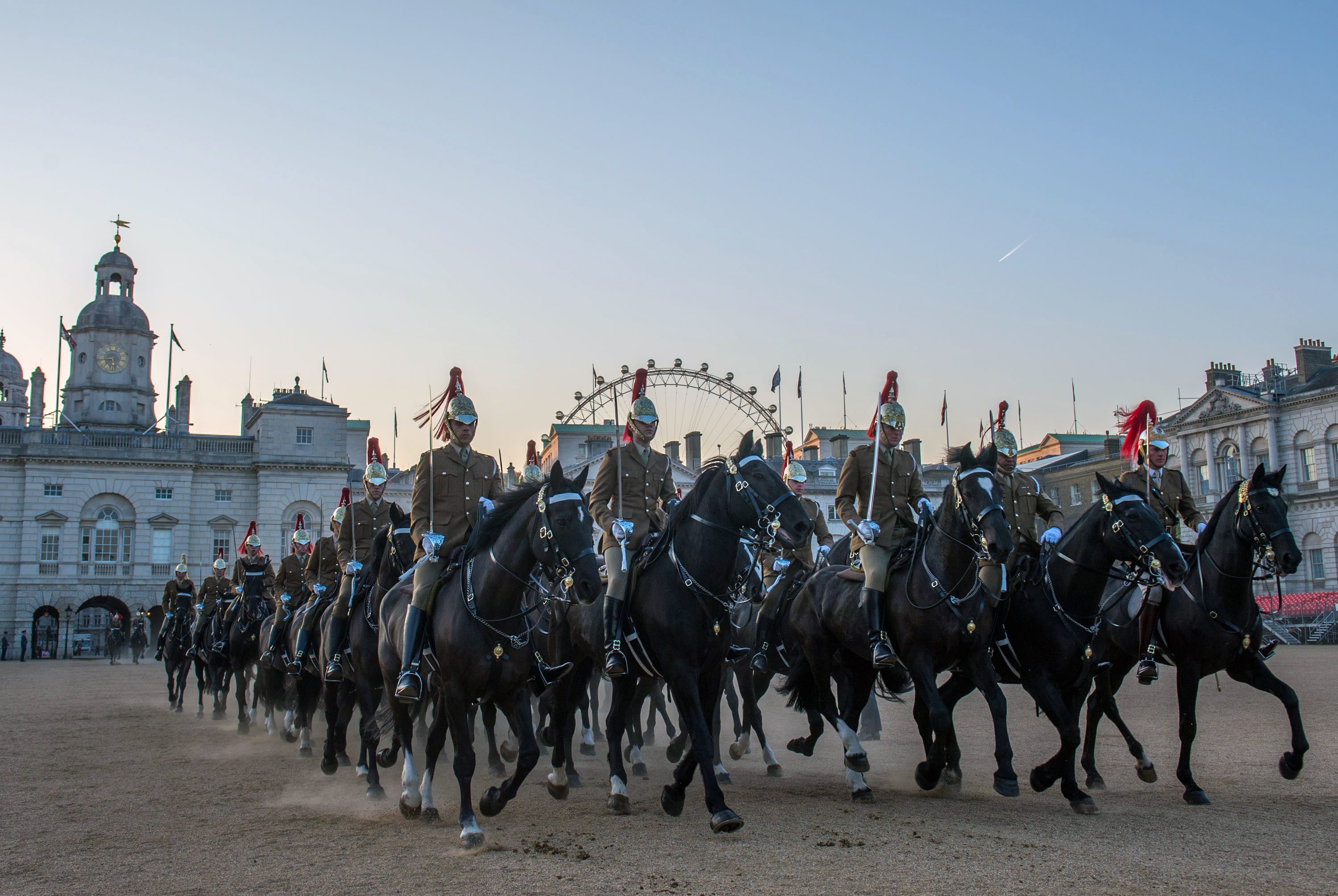
護送英皇為國會主持開幕的職責一般由HCMR提供。

皇家馬上騎兵團全年都負責執行儀仗司禮職務。作為君主的護衛和衛兵師旗下的部隊，HCMR的近衛騎兵每日騎馬在騎兵衛隊總部執行衛兵任務(被稱為國王衛隊)，騎兵衛隊總部是白金漢宮和聖雅各宮等皇宮組成的宮殿區的儀式性門樓。市民可每日觀看到近衛騎兵交接儀式。HCMR負責護送君主，最常見的情況是每年 6 月的英皇壽辰的閱兵遊行(軍旗敬禮分列式)。在其他場合，包括來訪的國家元首進行國是訪問，或英國君主需要時，也會執行護送任務。

## 註腳
1. ↑  : 1.   [14 December 2020]. （原始内容存档于2021-02-26）.
2. 1 2  .   [3 May 2014]. （原始内容存档于February 3, 2014）.
3. ↑   (PDF). Household Cavalry Museum. April 2007  [9 June 2021]. （原始内容存档 (PDF)于2021-06-10）.
4. ↑   (PDF). Household Cavalry Museum. April 2017  [9 June 2021]. （原始内容存档 (PDF)于2021-06-10）.
5. ↑  Beevor, p. 318
6. ↑   (PDF). Sir Robert McAlpine.   [24 April 2016]. （原始内容存档 (PDF)于2017-05-10）.
7. ↑  , BBC,   [2021-06-12], （原始内容存档于2021-06-15） （英语）
8. ↑  Elder, Lucy. . Horse & Hound. 2021-06-04  [2021-06-10]. （原始内容存档于2021-06-10） （英语）.
9. ↑  . www.army.mod.uk.   [2021-06-10]. （原始内容存档于2021-05-07） （英国英语）.
10. ↑  at 11:54am, James Wharton 9th June 2020. . Forces Network.   [2021-06-10]. （原始内容存档于2021-11-25） （英语）.
11. ↑  . The Sunday Times. 29 September 2013  [3 May 2014]. （原始内容存档于2016-03-03）.

## 外部連結
- Household Cavalry Mounted Regiment （页面存档备份，存于）
- An Introduction to the Household Cavalry Mounted Regiment - British Army website